# Lubowicze
Lubowicze [lubɔˈvit͡ʂɛ] est un village polonais de la gmina de Grodzisk dans le powiat de Siemiatycze et dans la voïvodie de Podlachie.